# Megalópolis
Megalopólis (em grego: Μεγαλόπολις ou Μεγάλη πόλις, "grande cidade"), é uma cidade de Arcádia, Grécia.

## História
Pode-se considerar que o fundador da cidade foi Epaminondas, que juntou vários árcades espalhados em cidades menores, e enviou mil tebanos para defendê-los. O objetivo estratégico era fortalecer os árcades contra os ataques dos lacedemônios, concentrando a força em uma única cidade, assim como Argos havia feito ao absorver várias cidades da argólida. A fundação da cidade foi no mesmo ano e alguns meses depois da batalha de Leuctra, o segundo ano da 102a olimpíada (371 a.C.). Nenhuma outra cidade importante foi fundada na Grécia até o século II d.C.. O município foi refundado em 2011 através da Reforma de Kallikátris.